# Numéro deux (film)
Pour les articles homonymes, voir Numéro deux.
Pour plus de détails, voir Fiche technique et Distribution.
Numéro deux est un film expérimental français réalisé par Jean-Luc Godard et Anne-Marie Miéville, sorti en 1975.
Le film traite d'une famille ouvrière vivant dans un logement social en France. L'accent est mis avant tout sur les hiérarchies de pouvoir sexuel au sein de la famille. Le film aborde en outre, tant sur la forme que sur le fond, le processus de tournage, le caractère marchand du film et le travail du réalisateur sur le film. Pour ce faire, le film utilise l'écran partagé, les fondus enchaînés et les prises de vue du processus de montage et de tournage.
Pour ses nombreuses scènes de nudité et de sexe, le film est interdit aux moins de 18 ans à sa sortie en France.

## Synopsis
À la fois documentaire et film expérimental, Numéro deux se divise en deux principaux mouvements ; le premier présente Jean-Luc Godard lui-même, qui, au cours d'un long monologue, parle de lui, de son nouveau rapport au cinéma (notamment par l'utilisation de la vidéo) et des difficultés de son métier. Le second, construit en tableaux, est une analyse de la famille, et particulièrement d'une famille de classe moyenne située à Grenoble, son quotidien, et ce qu'il révèle. Sandrine, Pierre et leurs enfants sont filmés, à la manière d'une télé-réalité ou d'un documentaire, par des caméras intrusives et immobiles placées dans leur appartement.

« C'est de la politique ou c'est du cul ? »

Le film commence avec Jean-Luc Godard lui-même, assis à sa table de travail dans la pénombre des studios vidéo de Sonimage. Son profil est à peine éclairé par l'écran vidéo placé devant lui. Le réalisateur parle de ce que signifie aller et venir entre Paris et la province, être à la fois un patron et un ouvrier. De temps en temps, apparaissent sur l'écran les sous-titres éclairés qui ont toujours été une constante dans son cinéma et qui deviendront la règle tout au long de sa collaboration avec Anne-Marie Miéville.
Le film proprement dit apparaît sur les deux téléviseurs qui occupent tout l'écran. Parfois, plusieurs images sont projetées simultanément. Le protagoniste est une famille, deux parents et deux enfants. L'homme est un ouvrier gréviste, la femme a récemment eu une liaison extraconjugale. L'homme la questionne assidûment à ce sujet, ne peut se contrôler et va jusqu'à la sodomiser, peut-être pour se venger. La fille Vanessa assiste à la scène depuis la porte de sa chambre.
Les parents donnent aux deux enfants une rapide éducation sexuelle, en montrant leurs organes génitaux. Ils se disputent également au lit et Sandrine masturbe son mari, dans une scène qui semble être une parodie ou une auto-référence de la célèbre première scène du Mépris, jouée par Brigitte Bardot et Michel Piccoli. Le petit Nicolas ramène de l'école des revues pornographiques. Sandrine a de sérieux problèmes de constipation. Le grand-père, ancien syndicaliste à Zurich, se souvient des événements et des luttes politiques de ses années actives.
La vie familiale se met en scène avec ses rythmes, son manque de communication et ses abus :

« Quand on ne s’entend plus avec un homme, on peut toujours le quitter, mais que faire quand c’est tout un système social qui vous viole ? »

Le plan revient sur Godard à sa table, l'air épuisé. Les écrans de télévision s'éteignent et la chanson Richard de Léo Ferré se fait entendre. L'écran devient noir.

## Fiche technique
- Titre original : Numéro deux
- Réalisation : Jean-Luc Godard, Anne-Marie Miéville
- Scénario : Jean-Luc Godard, Anne-Marie Miéville
- Photographie : William Lubtchansky
- Vidéo : Gérard Teissèdre
- Musique : Léo Ferré
- Son : Jean-Pierre Ruh
- Production : Georges de Beauregard
- Sociétés de production : Bela Productions (Paris) - Société Nouvelle de Cinématographie - Sonimage (Grenoble)
- Société de distribution : Olive Films (2011, pour le Canada et les États-Unis), The Other Cinema (pour le Royaume-Uni)
- Pays d’origine :  France
- Langue originale : français
- Format : vidéo couleur —  son mono
- Genre : film expérimental, documentaire, drame
- Durée : 88 minutes
- Date de sortie : France : 24 septembre 1975
- Classification : interdit aux moins de 18 ans à sa sortie en France.
- Affiche : Clément Hurel (France)

## Distribution
- Sandrine Battistella : la femme
- Pierre Oudry : le mari
- Jean-Luc Godard : lui-même
- Alexandre Rignault : le grand-père
- Rachel Stefanopoli : la grand-mère

## Autour du film
- Le film documentaire a été tourné en vidéo, comme tous ses films depuis 1973 et jusqu'en 1980[1].
- À l'origine, le film devait être un remake d'À bout de souffle, à la demande du producteur Georges de Beauregard[2].

## Œuvre connexe
- 2012 : History Minus Zero_No Limit un film de Jordi Vidal en collaboration avec Andreïna Mastio, 86 minutes